# Dudleya gatesii
Dudleya gatesii är en fetbladsväxtart som beskrevs av Johansen. Dudleya gatesii ingår i släktet Dudleya och familjen fetbladsväxter. Inga underarter finns listade i Catalogue of Life.